# تالار معاملات

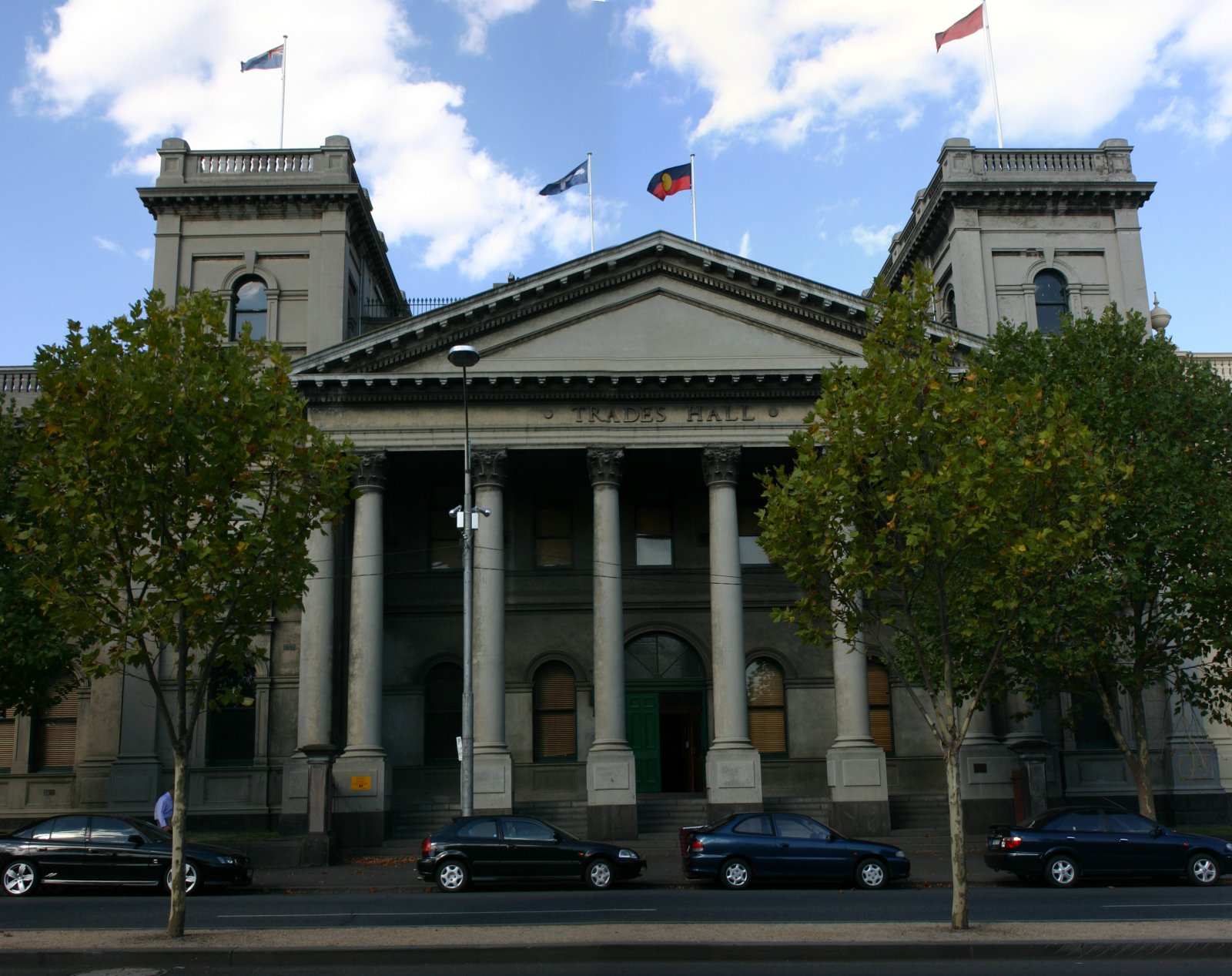
تالار مشاغل ویکتوریایی، قدیمی‌ترین تالار مشاغل جهان

تالار معاملات، ساختمانی است که اتحادیه‌های کارگری در آن گرد هم می‌آیند یا به صورت مشارکتی، به عنوان یک سازمان نماینده محلی، شورای کار یا شورای اصناف شناخته می‌شود، فعالیت می‌کنند. این اصطلاح معمولاً در انگلستان، نیوزیلند، اسکاتلند و استرالیا استفاده می‌شود.
تالار معاملات گاهی به صورت محاوره‌ای «پارلمان کارگری» نامیده می‌شوند.